# يفغيني أوسيبوف
يفغيني أوسيبوف (الروسية: Евгений Владиславович Осипов) هو لاعب كرة قدم روسي في مركز الدفاع، ولد في 29 أكتوبر 1986 في تمرايوك في روسيا. لعب مع أرسنال تولا وموردوفيا سارانسك ونادي أورينبورغ ونادي أوفا.

## وصلات خارجية
- يفغيني أوسيبوف على موقع Soccerway.com (الإنجليزية)
- يفغيني أوسيبوف على موقع عالم كرة القدم.نت (الإنجليزية)